# Euglypta fasciata
Euglypta fasciata är en skalbaggsart som beskrevs av Paul Norbert Schürhoff 1935. Euglypta fasciata ingår i släktet Euglypta och familjen Cetoniidae. Inga underarter finns listade i Catalogue of Life.